# Fala Love’a

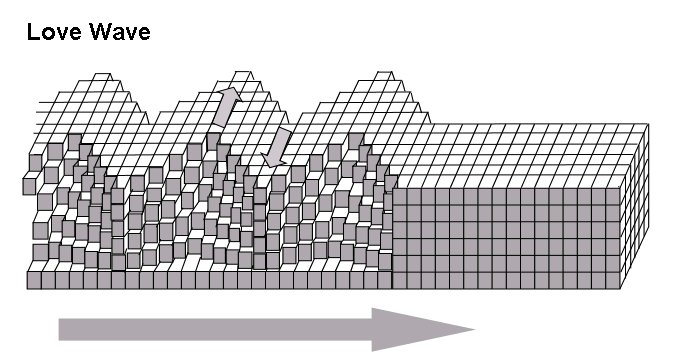
Zasada działania fali Love’a

Fala Love’a – powierzchniowa fala poprzeczna o polaryzacji poziomej wywołująca drgania poziome, prostopadłe do kierunku rozchodzenia się fal. Możliwa jest jedynie w ośrodku uwarstwionym. Jest to jedna z powierzchniowych fal sejsmicznych rozchodzących się na powierzchni Ziemi.